# Благодатне (Покровський район)
Благодатне — селище Очеретинської селищної громади Покровського району Донецької області, в Україні.

## Загальні відомості
Відстань до Ясинуватої становить близько 42 км і проходить автошляхом місцевого значення.
Землі села межують із територією с. Бажане, Миколаївка, Орлівка та Сергіївка Покровського району Донецької області.

## Історія
Желанне засноване у 1880 році, коли тут розпочалося будівництво залізниці.
28 липня 2015 року поблизу Желанного під час виконання бойового завдання загинув солдат 93-ї бригади Руслан Ігнатишин.
10 квітня 2024 року Комітет Верховної Ради України з питань організації державної влади, місцевого самоврядування, регіонального розвитку та містобудування підтримав перейменування села на Благодатне.

## Населення

### Мова
Розподіл населення за рідною мовою за даними перепису 2001 року:
| Мова            | Кількість | Відсоток |
| --------------- | --------- | -------- |
| російська       | 813       | 50.53%   |
| українська      | 778       | 48.35%   |
| білоруська      | 1         | 0.06%    |
| циганська       | 1         | 0.06%    |
| польська        | 1         | 0.06%    |
| інші/не вказали | 15        | 0.94%    |
| Усього          | 1609      | 100%     |

За даними перепису 2001 року населення смт становило 1609 осіб, із них 48,35 % зазначили рідною мову українську, 50,53 %— російську, 0,06 %— білоруську, циганську та польську мови.

## Персоналії
- Хотлубей Юрій Юрійович — міський голова Маріуполя.